# Scott Wharton
Scott Bradley Wharton (ur. 3 października 1997 w Blackburn) – angielski piłkarz występujący na pozycji środkowego obrońcy w Blackburn Rovers.

## Kariera
Wharton, wychowanek Blackburn Rovers, podpisał pierwszy profesjonalny kontrakt z klubem w październiku 2015. 20 sierpnia 2016 zadebiutował w Championship, rozgrywając pełne 90 minut w meczu przeciwko Burton Albion zakończonym remisem 2:2. Pierwszego gola dla Rovers strzelił trzy dni później– 23 sierpnia, w meczu Pucharu Ligi Angielskiej przeciwko Crewe Alexandra zakończonym zwycięstwem 4:3.
20 stycznia 2017 Wharton dołączył do występującego w League Two Cambridge United na zasadzie wypożyczenia do końca sezonu.
31 stycznia 2018 Wharton przeszedł do Lincoln City na zasadzie wypożyczenia do końca sezonu. 22 lipca 2018 został ponownie wypożyczony do klubu z Lincoln. W styczniu 2019 został odwołany z wypożyczenia i powrócił do Blackburn.
23 stycznia 2019 Wharton dołączył do Bury na zasadzie wypożyczenia do końca sezonu. W barwach The Shakers zaliczył 15 występów ligowych, przyczyniając się do awansu klubu do League One.
26 lipca 2019 Wharton został wypożyczony do Northampton Town, równocześnie podpisując 3–letni kontrakt z klubem. Będąc na wypożyczeniu, Wharton szczególnie zaimponował fanom, zwyciężając w głosowaniu i zdobywając nagrodę Młodzieżowego Zawodnika Miesiąca League Two za listopad 2019. Northampton zakończyło sezon 2019–20 na 7. miejscu w tabeli, ostatecznie wygrywając baraże i tym samym awansując do League One. Wharton rozegrał pełne 90 minut w obu meczach półfinałowych oraz w finale baraży.

## Statystyki
(aktualne na 15 marca 2025)
| Klub                    | Sezon              | Liga               | Liga  | Liga   | Puchar Anglii | Puchar Anglii | Puchar Ligi | Puchar Ligi | Inne  | Inne   | Suma  | Suma   |
| Klub                    | Sezon              | Liga               | Mecze | Bramki | Mecze         | Bramki        | Mecze       | Bramki      | Mecze | Bramki | Mecze | Bramki |
| ----------------------- | ------------------ | ------------------ | ----- | ------ | ------------- | ------------- | ----------- | ----------- | ----- | ------ | ----- | ------ |
| Blackburn Rovers        | 2015–16            | Championship       | 0     | 0      | 0             | 0             | 0           | 0           | 0     | 0      | 0     | 0      |
| Blackburn Rovers        | 2016–17            | Championship       | 2     | 0      | 0             | 0             | 2           | 1           | 3     | 0      | 7     | 1      |
| Blackburn Rovers        | 2017–18            | League One         | 0     | 0      | 1             | 0             | 0           | 0           | 1     | 0      | 2     | 0      |
| Blackburn Rovers        | 2018–19            | Championship       | 0     | 0      | 0             | 0             | 0           | 0           | 0     | 0      | 0     | 0      |
| Blackburn Rovers        | 2019–20            | Championship       | 0     | 0      | 0             | 0             | 0           | 0           | 0     | 0      | 0     | 0      |
| Blackburn Rovers        | 2020–21            | Championship       | 7     | 0      | 0             | 0             | 1           | 0           | 0     | 0      | 8     | 0      |
| Blackburn Rovers        | 2021–22            | Championship       | 30    | 2      | 0             | 0             | 0           | 0           | 0     | 0      | 30    | 2      |
| Blackburn Rovers        | 2022–23            | Championship       | 22    | 1      | 4             | 0             | 3           | 2           | 0     | 0      | 27    | 3      |
| Blackburn Rovers        | 2023–24            | Championship       | 28    | 2      | 2             | 0             | 4           | 0           | 0     | 0      | 34    | 2      |
| Blackburn Rovers        | 2024–25            | Championship       | 0     | 0      | 0             | 0             | 0           | 0           | 0     | 0      | 0     | 0      |
| Ogólnie                 | Ogólnie            | Ogólnie            | 89    | 5      | 7             | 0             | 8           | 5           | 4     | 0      | 110   | 8      |
| Cambridge United (wyp.) | 2016–17            | League Two         | 9     | 1      | 0             | 0             | 0           | 0           | 0     | 0      | 9     | 1      |
| Lincoln City (wyp.)     | 2017–18            | League Two         | 14    | 2      | 0             | 0             | 0           | 0           | 1     | 0      | 15    | 2      |
| Lincoln City (wyp.)     | 2018–19            | League Two         | 11    | 1      | 1             | 0             | 1           | 0           | 3     | 0      | 16    | 1      |
| Bury (wyp.)             | 2018–19            | League Two         | 15    | 2      | 0             | 0             | 0           | 0           | 0     | 0      | 15    | 2      |
| Northampton Town (wyp.) | 2019–20            | League Two         | 32    | 3      | 4             | 1             | 1           | 0           | 6     | 0      | 43    | 4      |
| Ogólnie w karierze      | Ogólnie w karierze | Ogólnie w karierze | 170   | 14     | 12            | 1             | 12          | 3           | 13    | 0      | 200   | 18     |

1. ↑  Uwzględniono:
EFL Trophy – 10 (0)
Baraże o awans do League One – 4 (0).
2. 1 2  Występy dla drużyny U23.

## Sukcesy
- Lincoln City: EFL League Two: 2018–19[17]
- Northampton Town: Baraże o awans do EFL League One: 2020[12]

## Życie prywatne
Młodszym bratem Scotta jest Adam Wharton, wychowanek Blackburn Rovers, obecnie występujący w Crystal Palace.